# RG Brands
RG Brands ist ein Getränkehersteller aus Kasachstan mit Sitz in Almaty. Es stellt Säfte, Tees sowie Softdrinks her. Im Sortiment sind auch Milchprodukte.
Es ist an der kasachischen Börse gelistet. Größter Aktionär von RG Brands ist die Resmi Group LTD LLP mit 86,82 Prozent aller Aktien.
Das Unternehmen beschäftigt rund 2.000 Mitarbeiter. Der Umsatz des Getränkeherstellers betrug im Geschäftsjahr 2008 nach eigenen Angaben 24,5 Milliarden Tenge; der operative Gewinn stieg auf 1,4 Milliarden Tenge. Im Geschäftsjahr 2009 ging der Umsatz um 6,3 Prozent auf nun 22,9 Milliarden Tenge zurück und der Gewinn betrug −3,5 Milliarden Tenge.

## Geschichte
Das Unternehmen wurde im Jahr 1994 gegründet und vertrieb zunächst nur Produkte ausländischer Unternehmen in Kasachstan. In den darauffolgenden Jahren begann man auch Getränke unter eigenem Namen zu verkaufen. RG Brands wurde Vertriebspartner von PepsiCo für Kasachstan und Kirgisistan. 
2004 erstand das Unternehmen die Kosmis Company, ein Unternehmen des Schweizer Lebensmittel- und Getränkeherstellers Nestlé. Im Jahr darauf wurde mit der Produktion von Milchprodukten begonnen.
Seit 2007 führt RG Brands auch verschiedene Sorten von Kartoffelchips im Sortiment.